# Luhanka
Luhanka est une municipalité du centre-sud de la Finlande, dans la région de Finlande-Centrale. C'est la commune la moins peuplée de la région.

## Géographie
Un tiers de sa superficie est couvert par les lacs, et notamment par le Päijänne.
Le petit village de Luhanka se situe sur la rive est de ce grand lac.
On peut y voir une l'importante Église de Luhanka de style néogothique en bois, construite en 1893 selon les plans de l'architecte Josef Stenbäck.
Au milieu de Luhanka se trouve l'île Onkisalo et la partie la plus méridionale de la municipalité est la grande île Judinsalo.
La commune, située à l'écart des routes principales, est bordée par les municipalités de Kuhmoinen au sud-ouest et Jämsä à l'ouest (de l'autre côté du Päijänne), Korpilahti au nord, Leivonmäki au nord-est, Joutsa à l'est, et enfin Hartola et Sysmä au sud-est et au sud, toutes deux dans le Päijät-Häme.

## Transport
Luhanka est traversé par la route régionale 612.

## Démographie
Depuis 1980, l'évolution démographique de Luhanka est la suivante, :
| Année      | 1980  | 1985  | 1990  | 1995  | 2000 | 2005 |
| ---------- | ----- | ----- | ----- | ----- | ---- | ---- |
| population | 1 389 | 1 251 | 1 165 | 1 054 | 936  | 881  |

| Année      | 2010 | 2015 | 2020 |
| ---------- | ---- | ---- | ---- |
| population | 831  | 753  | 699  |

## Galerie

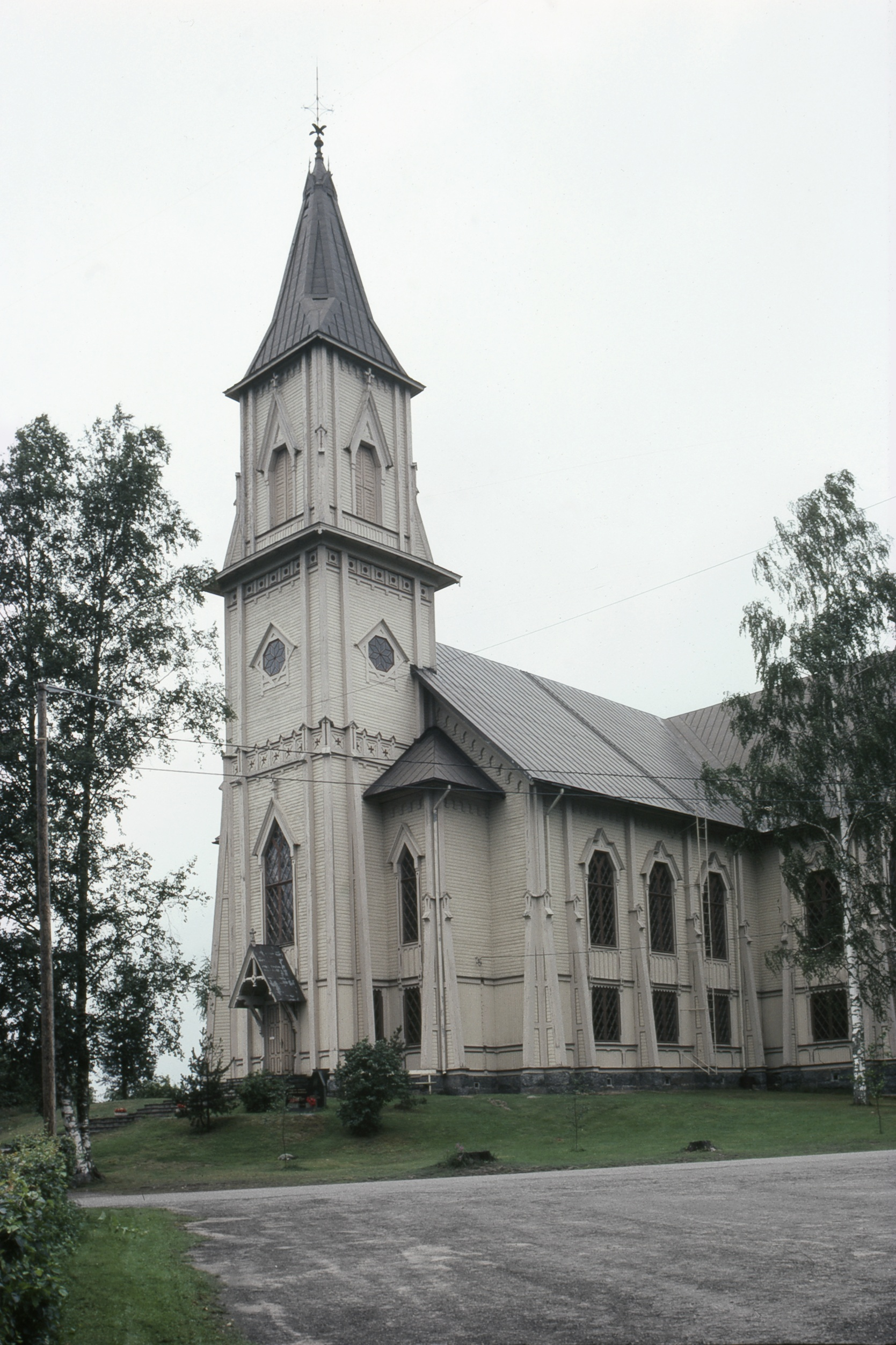
Église de Luhanka
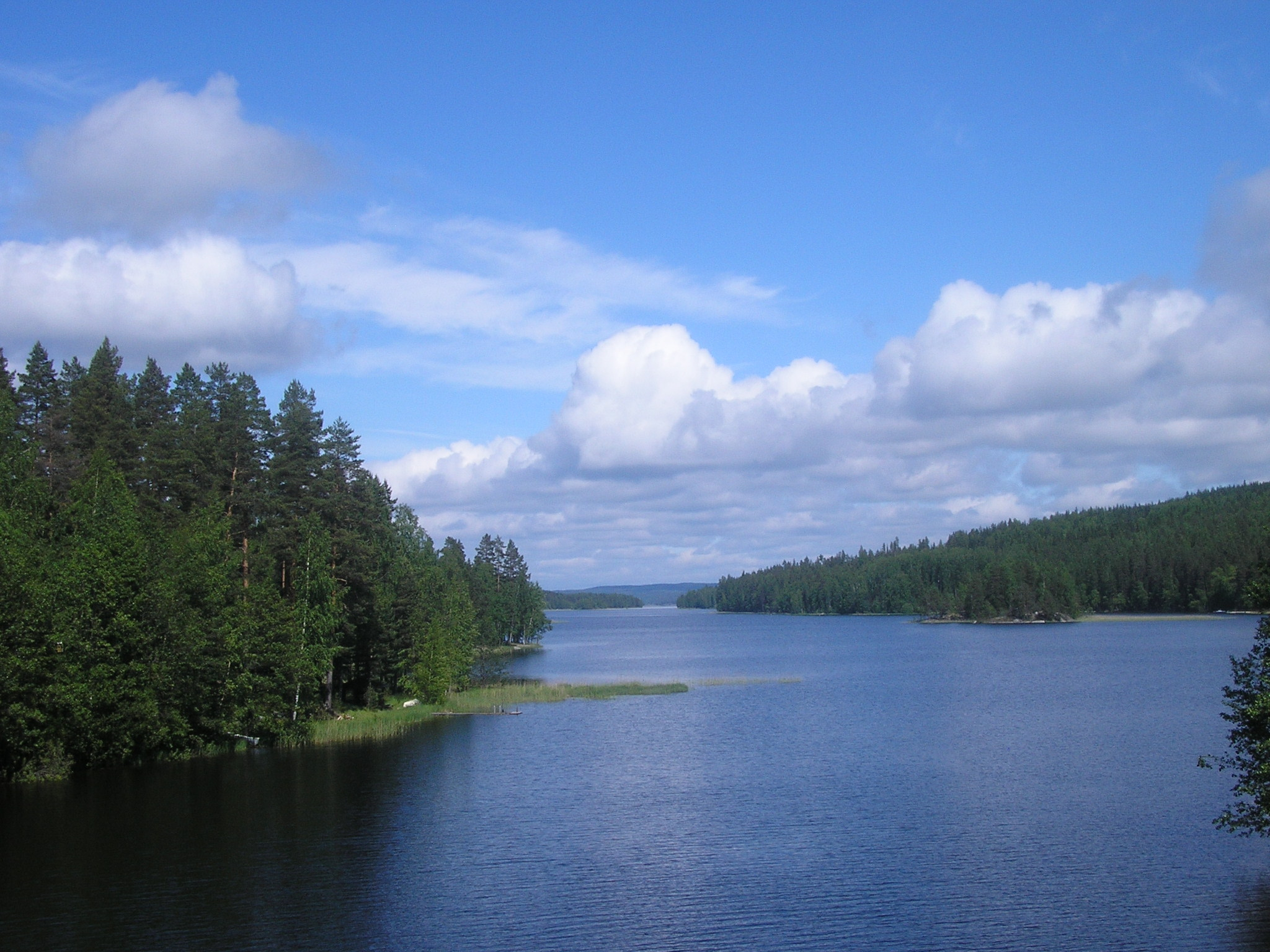
Hopeasalmi à Judinsalo.
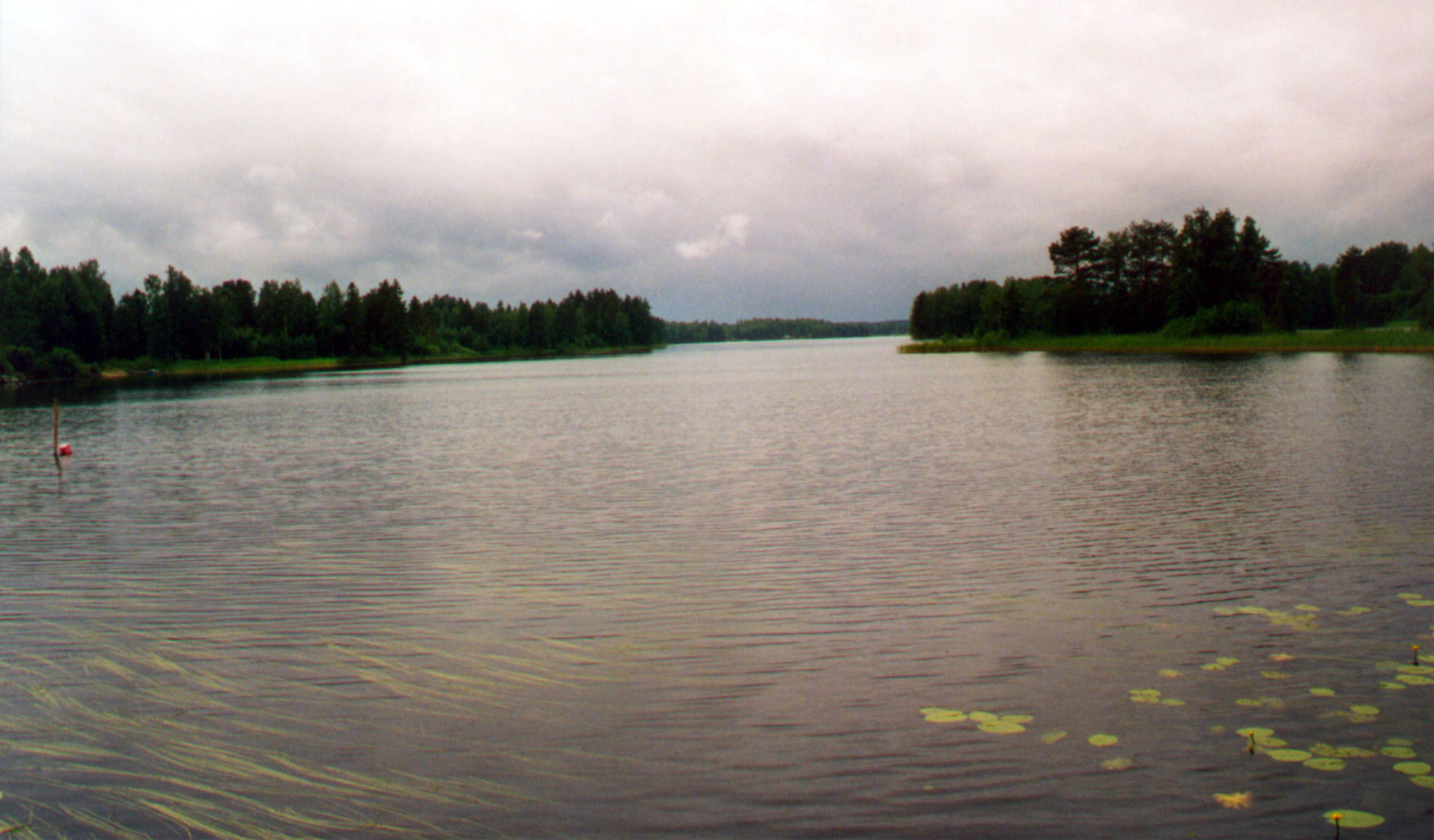
Tammijärvi
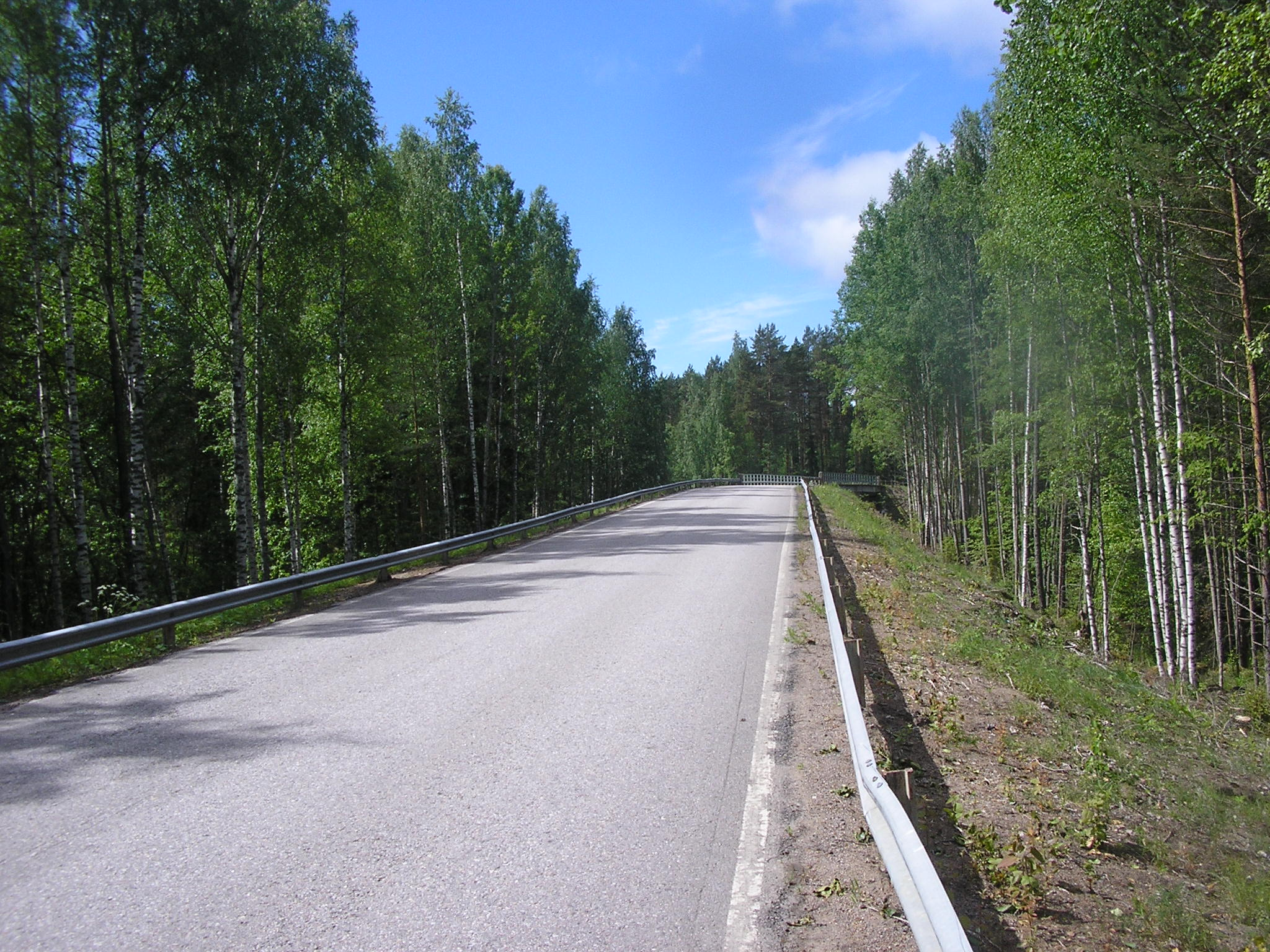
Seututie 612.